# Sonata per pianoforte n. 7 (Mozart)
La sonata per pianoforte n. 7 in Do maggiore (K 309) fu scritta da Wolfgang Amadeus Mozart a Mannheim nel 1777 per la sign.na Rosa Cannabich, figlia di Christian, direttore della musica di corte.

Come disse Mozart stesso al padre, la sonata era stata da lui improvvisata in carrozza; l'originale secondo movimento, però, rimase una semplice improvvisazione, in quanto il Maestro preferì scrivere un altro andante che ritraesse meglio la personalità dell'allieva.

## Struttura
La composizione si compone, come da prassi, di tre movimenti:
- Allegro con spirito
- Andante un poco adagio
- Rondò, allegretto grazioso

### I movimento: Allegro con spirito
Il primo movimento apre con una frase incisiva battuta all'unisono da entrambe le mani. Il primo tema è tracciato secondo un'alternanza tra "piani" e "forti", con la presentazione di tre diverse parti discorsive; il ponte modulante porta quindi al secondo tema, al quale segue una codetta che porta alla fine dell'esposizione.

Lo sviluppo si apre con l'incipit del primo tema, riproposto nelle tonalità vicine. Le battute 79/80/81, dal carattere modulatorio, assumono l'aspetto di una cadenza, che portando il brano nella tonalità relativa minore della tonica, quindi sul settimo grado, e infine nuovamente sul primo, portano alla ripresa. Viene riproposto il primo tema, con una frase modulata in do minore, poi nuovamente il ponte modulante che però riporta sul primo grado. Gli elementi già portati nell'esposizione riappaiono modulati, e la codetta conclusiva porta alla fine del movimento.

### II movimento: Andante un poco adagio
Il secondo movimento è il ritratto di Rosa Cannabich.

Come scrisse Mozart il 6 dicembre 1777 al padre:

"... l'andante, che non deve essere troppo rapido, ella lo esegue con grandissima espressione".

Consiste in due temi, il primo in fa maggiore, il secondo il do, con cinque variazioni.

### III movimento: Rondò, allegretto grazioso
Il terzo movimento era definito da Mozart un "rumoroso rondò pieno di note", e ha i colori ed il carattere di un rondò per pianoforte e orchestra. Si distingue dai primi due per la costante ricorrenza a figurazioni agili e virtuosistiche che però, come in ogni composizione di Mozart, non precludono il valore espressivo. Il rondò fluisce limpido e gaio secondo lo schema compositivo facendo culminare il tutto in una ripetizione del tema principale che chiude la composizione in un "piano".

## Durata
- I movimento: circa 9 minuti
- II movimento: circa 7 minuti
- III movimento: circa 6 minuti

La sonata completa dura all'incirca 22 minuti.